# گرند فرک (داکوتای شمالی)
گرند فرک(به انگلیسی: Grand Forks) شهری در ایالت داکوتای شمالی کشور ایالات متحده آمریکا است که جمعیت آن در سرشماری سال ۲۰۱۰ میلادی، ۵۲٬۸۳۸ نفر بوده‌است.